# Veit Schäfermeier
Veit Schäfermeier  (* 6. April 1977 in Herford) ist ein deutscher Musicaldarsteller. 

## Werdegang
Veit Schäfermeier wurde in Herford geboren und wuchs in Löhne auf. Er nahm privaten Gesangsunterricht, spielte in der Jugendkunstschule Löhne Theater, wo er auch seinen Zivildienst ableistete, und absolvierte eine Ausbildung am Konservatorium der Stadt Wien ab 1998. Während seiner Ausbildung  übernahm er erste Hauptrollen. Sein erstes Engagement führte ihn 2000 ins Ensemble des Musicals „Mozart“. Danach spielte er in „Jekyll & Hyde“ in Bremen den Davie und Jekyll/Hyde, anschließend in der Wiener Produktion die Rollen des Lord Savage & Albert. Im gleichen Musical war er 2003 im Musical Dome Köln als alternative Besetzung des Jekyll & Hyde zu sehen. Danach spielte er in Berlin am Theater des Westens in „Les Miserables“ die Erstbesetzung des Grantaire sowie die Zweitbesetzung des Thénardier, Bischof sowie Bamatabois. 
Danach trat Schäfermeier in Hamburg im „Tanz der Vampire“ auf, wo er die Rollen Ensemble und Cover Graf von Krolock, Professor Abronsius und Chagal spielte. Bei der Berliner „Tanz der Vampire“-Produktion stand er als Erstbesetzung des Professor Abronsius auf der Bühne. Am Theater Bielefeld spielte er danach die Rolle des „Jekyll & Hyde“. Danach spielte er in Hamburg in der Welturaufführung von „Ich war noch niemals in New York“ die Rolle des Fred Hoffmann. Ab Dezember 2008 bis zum Mai 2010 war er in der Welturaufführung von „Der Schuh des Manitu“ als Winnetou zu sehen. Danach hatte er noch ein kurzes Gastspiel als Fred Hoffmann in „Ich war noch niemals in New York“, bevor er die Rolle des Percy in „The Scarlet Pimpernel“ in Bielefeld übernahm. Ab September 2011 spielte er in Bielefeld den Anatoly Sergievsky in "Chess". Seit November 2011 verkörperte Schäfermeier erneut den Professor Abronsius in Tanz der Vampire im Berliner Stage Theater des Westens. Danach spielte er in Bielefeld den Joe Gillis in Sunset Boulevard und als Cyrano in Cyrano. Im Sommer 2015 trat Schäfermeier mit Disney in Concert auf der Berliner Waldbühne vor über 16.000 Zuschauern auf.

## Rollen
- 1998: The Appletree (Wien) als Adam
- 1999: The Secret Garden (Wien) als Archibald Craven, Albert
- 1999: Die Blume von Hawai (Wien) als Captain Stone, Admiral Harrisson
- 2000: Mozart! (Wien) im Ensemble
- 2001: Me and my Girl (Wien) als Sir John
- 2001: Jekyll & Hyde (Bremen) als Davie, Cover Jekyll/Hyde
- 2001–2003: Jekyll & Hyde (Wien) als Davie, Cover Jekyll/Hyde, Lord Savage & Albert
- 2003: Jekyll & Hyde (Köln) als Alternate Jekyll/Hyde, Cover Davie, Lord Savage & Albert
- 2003–2004: Les Misérables (Berlin) als Grantaire, 2. Besetzung Thénardier, Bamatabois und Swing
- 2004–2006: Tanz der Vampire (Hamburg) als Ensemble Gesang, 2. Besetzung Graf von Krolock, Professor Abronsius und Chagal
- 2006–2007: Les Miserables (Detmold) als Enjolras
- 2006–2007: Tanz der Vampire (Berlin) als Professor Abronsius
- 2007–2008: Jekyll & Hyde (Bielefeld) als Jekyll/Hyde
- 2007–2008: Ich war noch niemals in New York (Hamburg) als Fred Hoffmann
- 2008–2010: Der Schuh des Manitu (Berlin) als Winnetouch
- 2010: Ich war noch niemals in New York (Hamburg) als Fred Hoffmann
- 2010–2011: The Scarlet Pimpernel (Bielefeld) als Percy
- 2011: Grease (München/Frankfurt) als Teen Angel / Vince Fontaine
- 2011: "Chess" (Bielefeld) als Anatoly Sergievsky
- 2011–2013: "Tanz der Vampire" (Berlin) als Professor Abronsius
- 2015–2016: "Cyrano" (Stadttheater Bielefeld) als Cyrano de Bergerac
- 2015 "Disney in Concert" (Waldbühne Berlin)
- 2015–2016: Mitwirkung im Musical "BurnOut" als Clemens /Vater/Psychiater
- 2016: Domfestspiele Gandersheim, "3 Musketiere" (Aramis), "Michel aus Lönneberga" (Alfred)
- 2016–2017: "The Scarlet Pimpernel" (Chemnitz) als Sir Percy

## Diskografie
- 2002: Jekyll & Hyde – Vienna Cast Album (Ensemble)
- 2007: Ich war noch niemals in New York – Hamburg Cast Album (Fred Hoffmann)
- 2009: Der Schuh des Manitu – Berlin Cast Album (Winnetouch)
- 2010: The Best of Musical – Gala 2010
- 2010: The Best of Musical-Hits